# Nansenia oblita
La nansenia (Nansenia oblita) è un pesce di mare della famiglia Microstomatidae.

## Distribuzione ed habitat
Sembra endemica del mar Mediterraneo. È molto meno comune nei mari italiani dell'affine microstoma.

I caratteri biologici ed ecologici sono in gran parte ignoti poiché vive a profondità notevoli (oltre 500 m) ed ha abitudini pelagiche.

## Descrizione
Appare molto simile al microstoma ma si differenzia facilmente in base ai seguenti caratteri:
- corpo molto meno allungato e leggermente compresso ai lati
- pinna adiposa presente
- pinna dorsale a metà del corpo, inserita anteriormente alle pinne ventrali
- iride dell'occhio scura.

Il colore è argenteo molto vivo.

Raggiunge, raramente, la taglia di 18 cm.

## Alimentazione
Planctofaga basata su copepodi e simili crostacei.

## Riproduzione
Avviene in inverno.

## Pesca
Occasionale ed involontaria. Il pesce ha carni flaccide, non poste in vendita sui mercati.